# 하이바라정 (나라현)
하이바라정(榛原町)은 나라현 우다군에 설치되었던 정이다. 2006년 1월 1일에 합병해 우다시가 성립해 자치구로서의 하이바라정은 폐지되었다.
2011년 3월까지 우다시의 지역자치구인 하이바라구가 존재하였다.

## 지리
나라현의 중동부에 위치하고 사방이 산지로 둘러싸여 있었다.마을 북부를 긴테쓰 오사카 선이나 국도 165호가 횡단하고 있었다.우타 지구의 중심이 되는 마을이었다.

## 역사
- 1889년 4월 1일 - 정촌제 시행과 함께 12개촌 구역을 확대해 하이바라촌이 성립하였다.
- 1893년 9월 27일 - 정으로 승격해 하이바라정이 되었다.
- 1954년 7월 1일 - 이나사촌 및 시키군 사쿠라이정의 일부인 가사마, 야스다를 편입하였다.
- 2006년 1월 1일 - 오우다정, 우타노정, 무로촌과 합병해 우다시가 성립하였다. 동일 하이바라정은 폐지되었다.
- 2017년 -  하이바라 재활용 센터로 활용되던 구 동사무소 터가 방화가 발생하였고, 2018년에 해체되었다.

## 교통

### 철도
- 긴키 닛폰 철도
  - 오사카 선

### 도로
- 국도 제165호선 (일본)(일본어판)
- 국도 제369호선 (일본)(일본어판)
- 국도 제370호선 (일본)(일본어판)